# Lembosia annonarum
Lembosia annonarum är en svampart som beskrevs av Petr. & Cif. 1932. Lembosia annonarum ingår i släktet Lembosia och familjen Asterinaceae.   Inga underarter finns listade i Catalogue of Life.